# Patronatskirche Prezelle
Die Patronatskirche Prezelle ist eine evangelisch-lutherische Kirche in Prezelle im niedersächsischen Landkreis Lüchow-Dannenberg. Sie gehört zum  Kirchenkreis Lüchow-Dannenberg der Landeskirche Hannover. Zur Kirche gehört eine eigene Kirchengemeinde. Das Pfarramt ist Trebel.

## Geschichte
Die erste Kirche wurde am Rand des Rundlingsdorfes Prezelle als Wehrkirche errichtet. Angaben zu diesem Bau sind nicht bekannt, der 1715 baufällig wurde. Pläne für einen Neubau wurden zunächst nicht realisiert, da es Unstimmigkeiten zwischen Gemeinde und dem Patron Graf von Bernstorff gab. 1751/1752 wurde mit dem Neubau der heutigen Kirche im Mittelpunkt des Dorfes begonnen. Dabei entstand ein Kirchenschiff in Ziegelbauweise. 1774 erfolgte der Anbau einer Sakristei. 1871 wurde der Turm durch einen neuen ersetzt. Außerdem wurde die Kirche Richtung Osten verlängert und mit einer Apsis geschlossen. 1870 wurde das Pfarrhaus gebaut und der Friedhof außerhalb angelegt, umgeben von einem Kiefernwald.
Anfang der 1960er Jahre erfolgten umfangreiche Renovierungsarbeiten, bei denen im Altarraum Buntglasfenster hinzugefügt wurden. Auf ihnen sind der Erzengel Michael, das Symbolzeichen für Taufe (Fische im Wasser) und das Abendmahl (Kelch und Trauben) dargestellt.
In der Prezeller Kirche gab es eine „Sitzordnung“. So hatten Kirchenbesucher aus dem Dorf  Wirl den „Wirler Stand“, wonach sie die Kirche nur durch die Seitentür betreten durften.

## Architektur und Ausstattung
Die Patronatskirche ist ein einschiffiger Kirchenbau, der durch eine Apsis geschlossen wurde. Die Kirche hat eine Turmuhr, die einmal pro Woche aufgezogen wird. Die Glocke schlägt zu jeder halben Stunde. Der Innenraum mit einer Ausstattung aus Holz ist in hellen Farben und schlicht gehalten.

### Orgel
Die Orgel wurde vom Orgelbaumeister Alfred Führer 1984 gebaut. Das Prospekt stammt aus dem Jahre 1872 von Rohlfing. Die Orgel verfügt über sieben Register und hat ca. 500 Pfeifen.

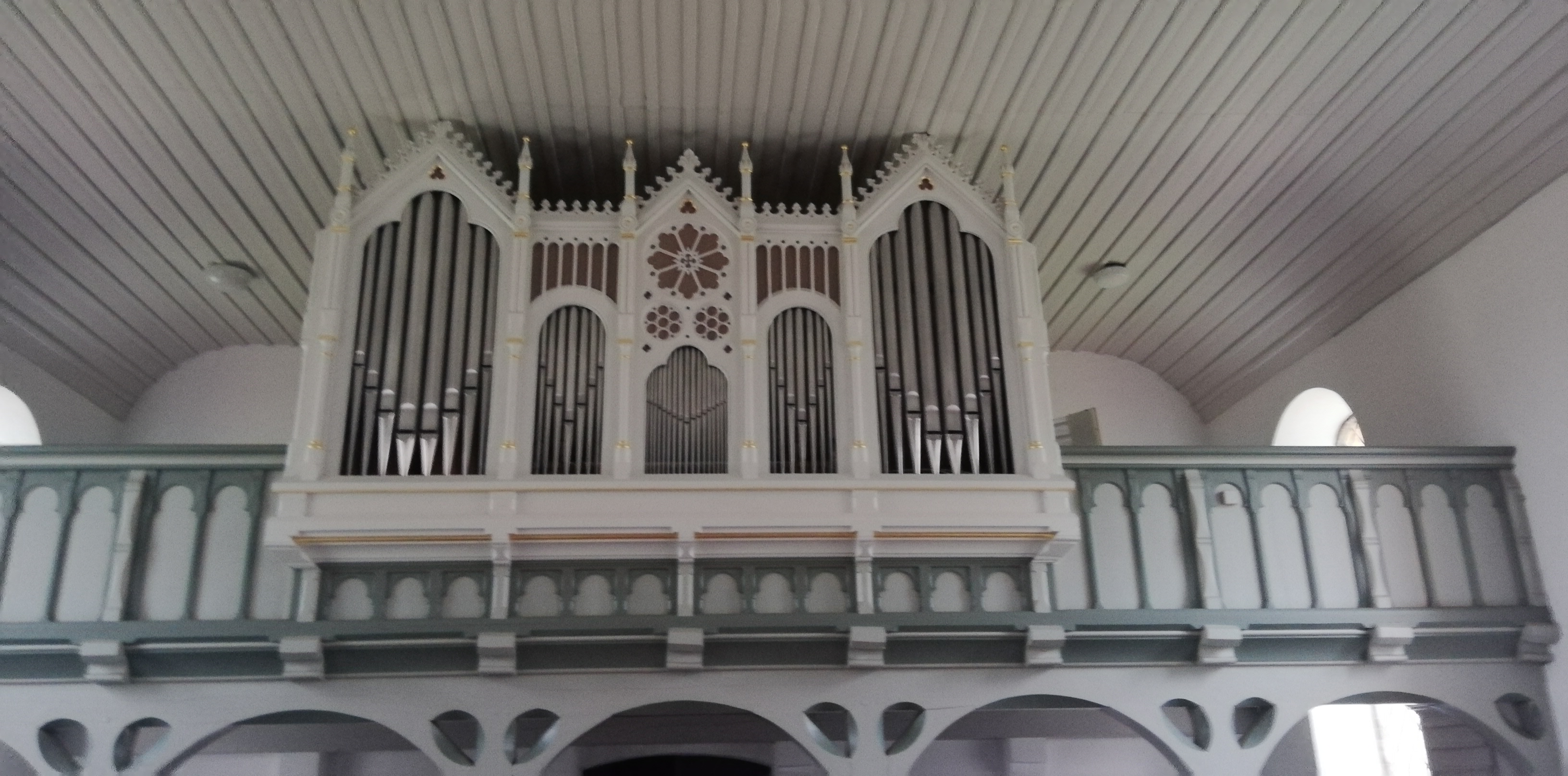
Orgel hinter historischem Prospekt

Die Disposition der Orgel lautet wie folgt:
| I Manual C–f3           |    |
| Prinzipal               | 8′ |
| Gedackt                 | 8′ |
| Oktave                  | 4′ |
| Rohrflöte               | 4′ |
| Sesquialtera II (ab c1) |    |
| Mixtur IV               |    |

| Pedal C–f1 |     |
| Subbaß     | 16′ |

- Koppel: I/P

### Glocke
Prezelle hatte zwei Glocken, die im Ersten und Zweiten Weltkrieg jeweils konfisziert wurden. Die zweite Glocke kam nach Wuppertal, wo sie nach langer Nichtnutzung einer Kirchengemeinde in Tansania gespendet wurde.  Eine neue Glocke wurde 1968 angeschafft.

## Bildergalerie

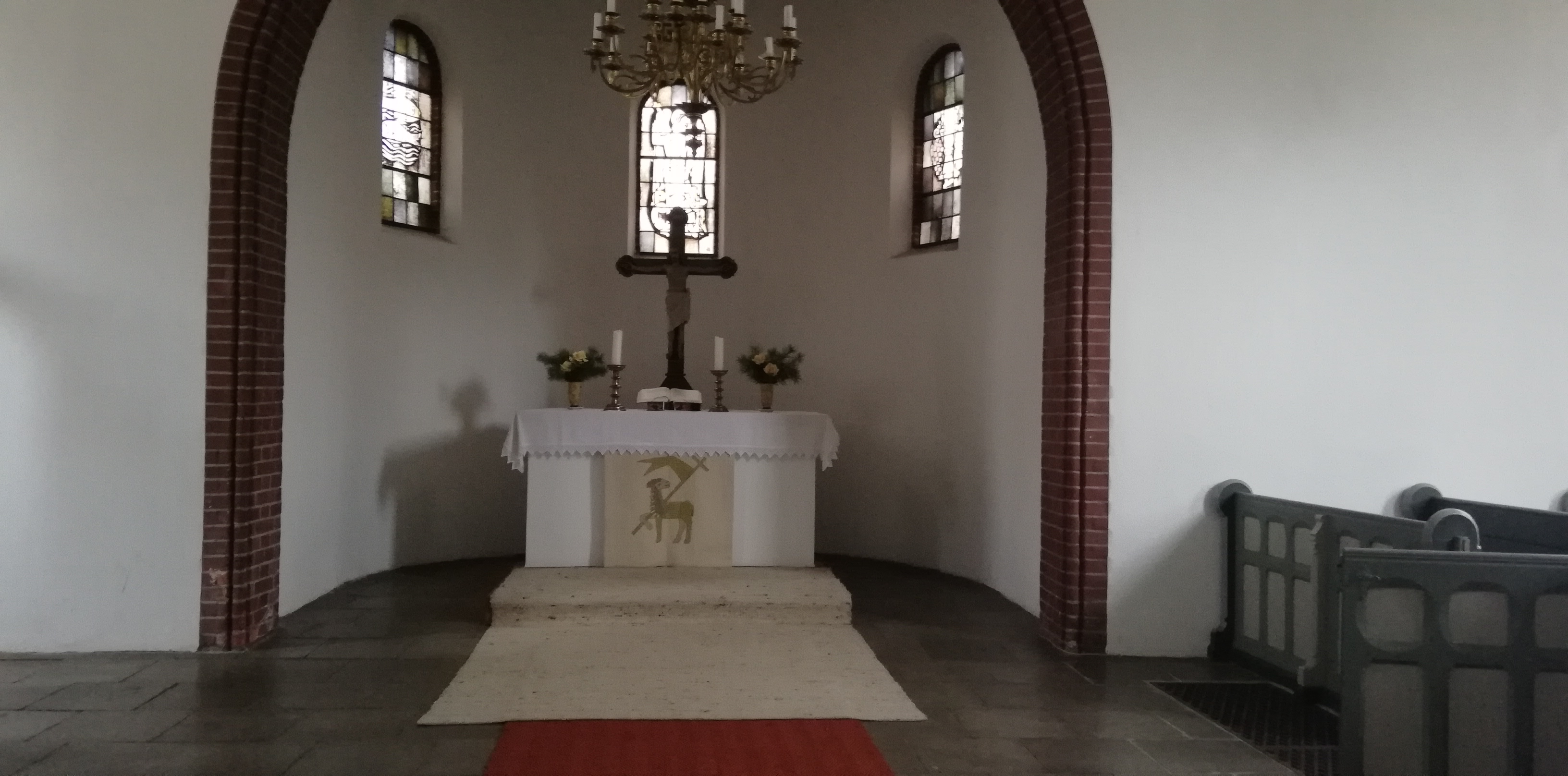
Altar
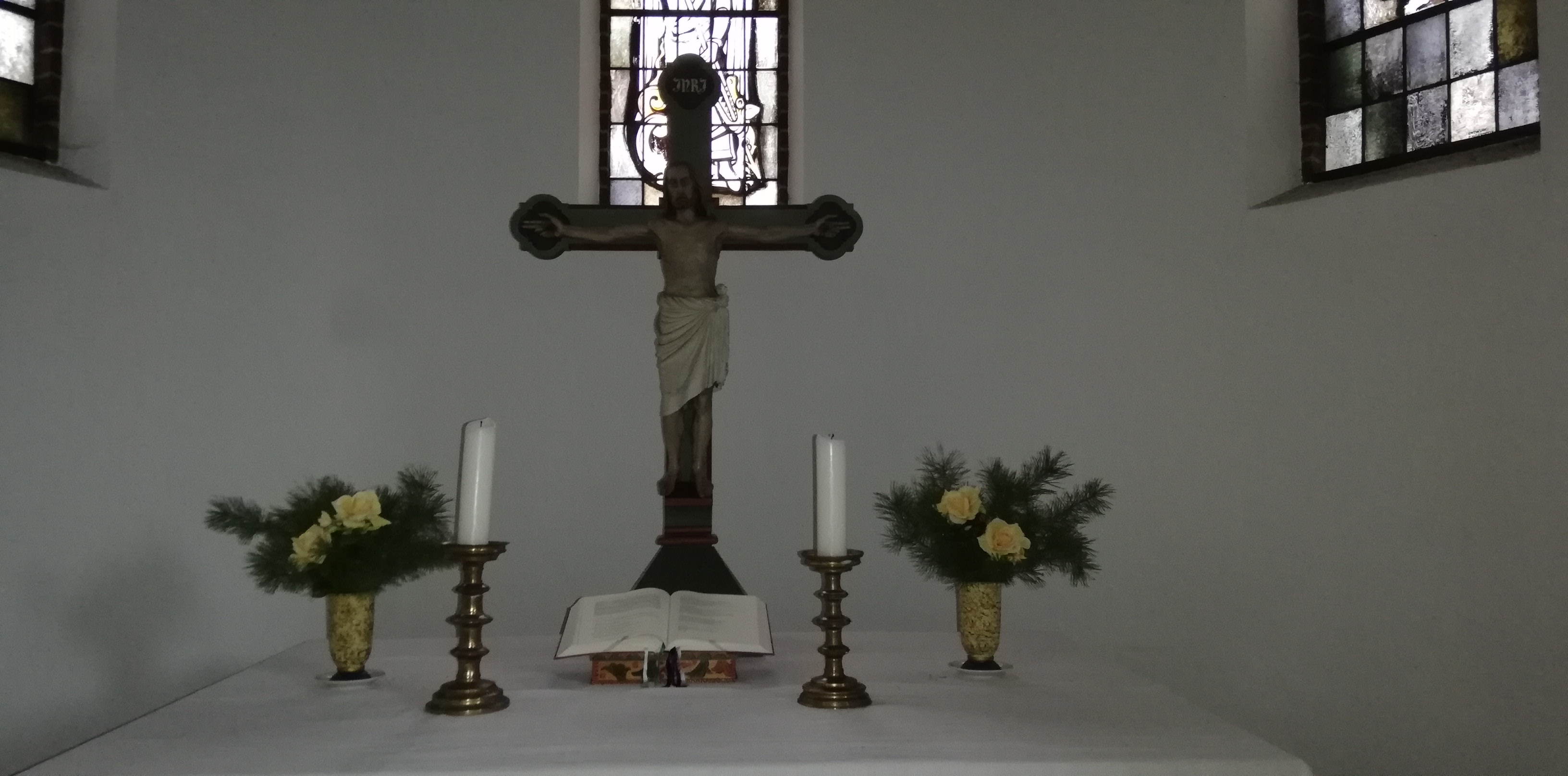
Das Jesuskreuz auf dem Altar, mit einer Bibel.
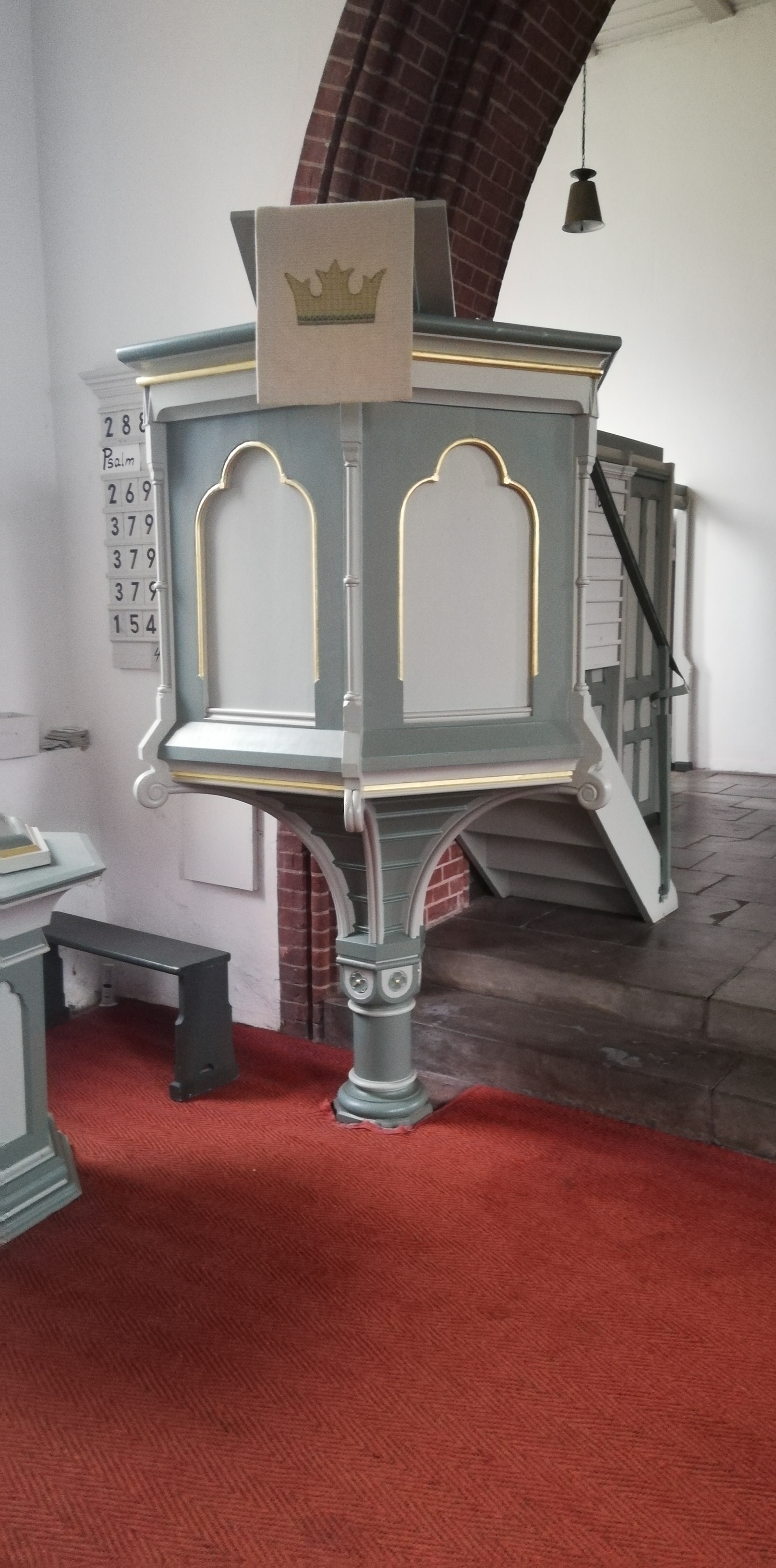
Kanzel
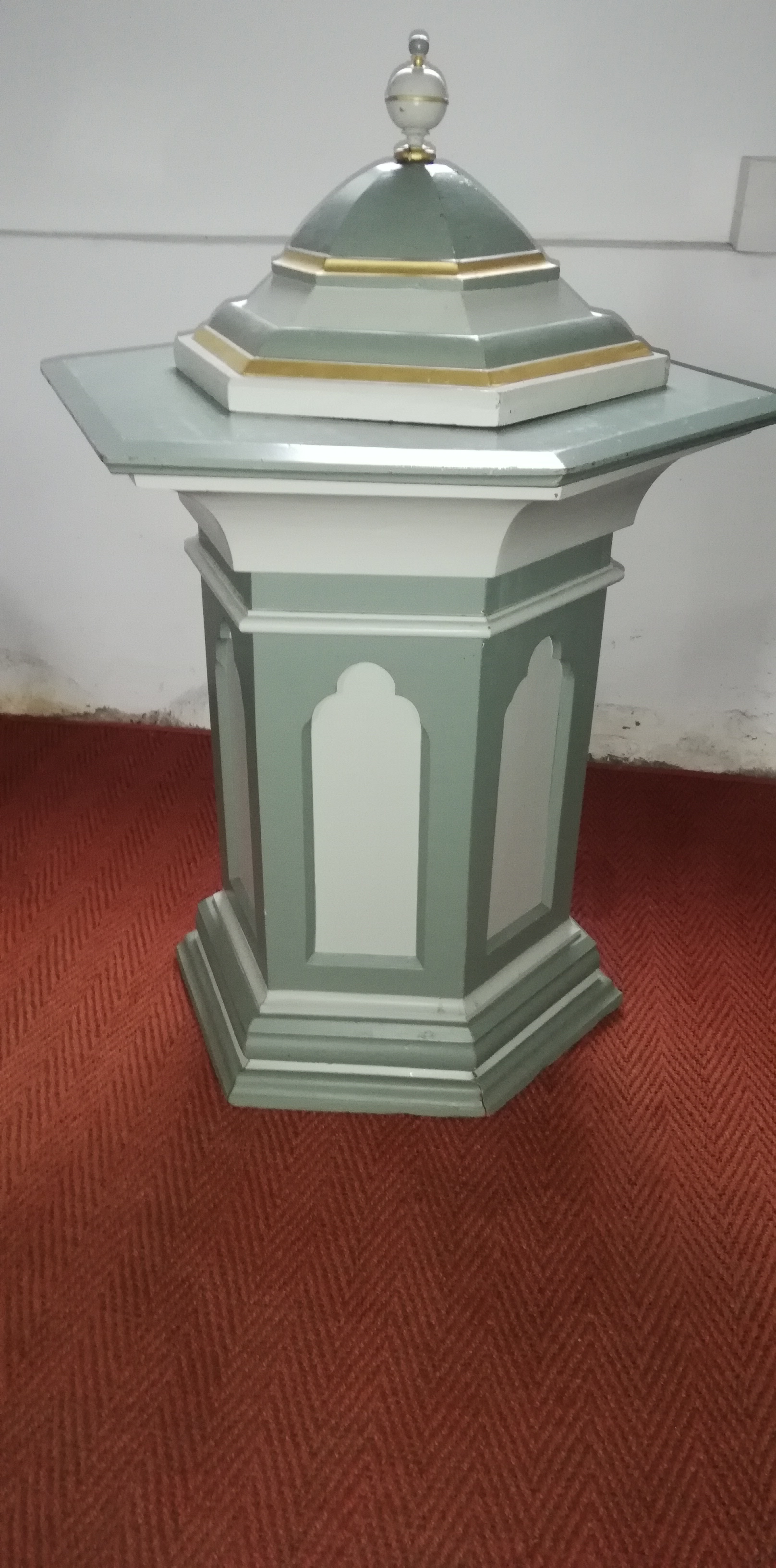
Taufbecken

## Umgebung und Trivia

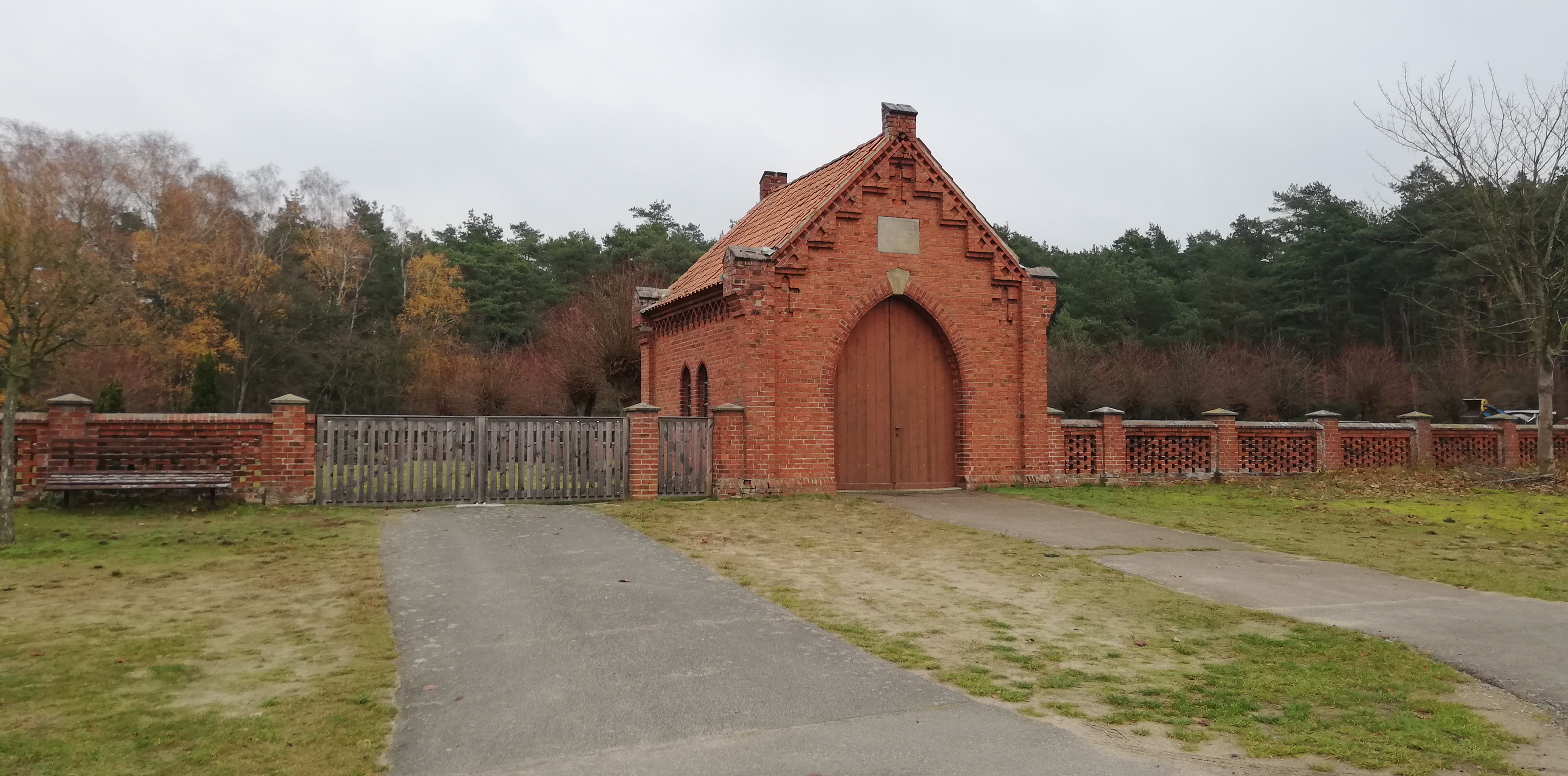
Der Friedhof mit seiner Mauer

Die aufwändig gestaltete Außenmauer des Friedhofes steht unter Denkmalschutz. Sie ist  fachgerecht ausgebessert worden.
Die Kirche ist fledermausfreundlich gestaltet, da die Dachböden und Türme Öffnungen haben, durch die die Tiere hineinfliegen können. Außerdem werden die Balken nicht mehr mit Holzschutzmittel behandelt und Bauarbeiten werden nur im Spätherbst und Winter durchgeführt, um Störungen während der Jungenaufzucht zu vermeiden.